# Susan Cristán
Susan Cristán Cconislla (Huamanga, 8 de junio de 1986) es una comedianta y personalidad de televisión peruana, que ganó reconocimiento por interpretar al personaje de la chola Puca en los programas de la televisión peruana. 

## Biografía
Nació el 8 de junio de 1986 en Huamanga, localidad de la Región Ayacucho, bajo el nombre completo de Susan Cristán Cconislla, proveniente de una familia de clase baja. Tras mudarse a la capital Lima, estudia la carrera de enfermería, en el cual opta con abandonarla y realizó diferentes oficios para colaborar con la economía familiar.
Comenzó su carrera artística en el año 2008, participando en un segmento del programa musical La súper movida de Panamericana Televisión y al poco tiempo, apostaría por la comedia. Gracias a la intervención del cómico Manolo Rojas, inició su participación en su espectáculo El circo de Manolo Rojas, donde Cristán interpretaría a Pucca y Garu, personajes de la serie animada japonesa Pucca, en el cual tomó como inspiración de su personaje creada por ella misma: «la chola Puca», añadiendo el modelo de la mujer de la sierra peruana, similar a los personajes de los comediantes Armando Angulo «la chola Cachucha», Ernesto Pimentel «la chola Chabuca» y Jorge Benavides «la paisana Jacinta», llevándola así al estrellato más tarde.
En el año 2009, ingresa al elenco principal del programa cómico peruano Por humor al Perú de TV Perú, donde comenzaría a interpretar a la chola Puca en televisión nacional, hasta 2010.
En el año 2011, se suma al otro formato Risas y salsa: Nueva generación en el rol de actriz cómica. En ese año, participó en su celebración de aniversario de trayectoria artística en el Centro de Convenciones Maracaná, donde participaron otros humoristas como Miguel Barraza, Melcochita, Kike Suero, Hernán Vidaurre y Danny Rosales.
En el año 2015, debuta como cantante, lanzando su primera producción musical en fusión de cumbia peruana y música andina. Al año siguiente, fue invitada especial del reality show Esto es guerra en el rol de refuerzo del equipo Retadores.
Cristán fue parte del elenco central del otro formato Combate para las secuencias del dicho programa durante los años 2012 y 2013. Posteriormente, crea su propio espectáculo anual El circo de la chola Puca para las celebraciones de Fiestas Patrias durante los meses de julio y agosto de todos los años. En el año 2016, lanza su marca de panetones Pukatón y se ha consolidado como celebridad de Internet bajo su personaje cómico por años consecutivos.
En el año 2022, asume la conducción del programa cómico radial Los exitosos del humor por Radio Exitosa con Miguel Moreno y Arturo Álvarez, dando inicio a su incursión en la radio. Al año siguiente, fue partícipe del segmento Operación belleza del magacín Mande quien mande y tuvo una breve participación en el espacio cómico Jirón del humor.

## Créditos

### Televisión
- La súper movida (2008), participante de un segmento.
- Por humor al Perú (2009-2010), la chola Puca (comedianta y parte del elenco).
- Risas y salsa: Nueva generación (2011), la chola Puca (comedianta y actriz cómica).
- Combate (2012-2013), la chola Puca (invitada recurrente y parte de los segmentos).
- Esto es guerra (2016), la chola Puca (invitada especial).
- Mande quien mande (2023), parte del segmento Operación belleza.
- Jirón del humor (2023), invitada especial.
- El reventonazo de la chola (2023-2024), invitada.

### Radio
- Los chistosos (2011-2012), parte del elenco.
- Los exitosos del humor (desde 2022), la chola Puca (presentadora y comedianta).